# Колодези (Медынский район)
Колодези —  деревня в Медынском районе Калужской области России. Входит в муниципальное образование сельское поселение  «Деревня Глухово».

## География
У безымянного притока реки Мисида, у автодороги 29К-020.

## Население
| 2002 | 2010 |
| ---- | ---- |
| 0    | →0   |

## История
В 1859 году значилась как деревня 1-го стана Медынского уезда и насчитывала 21 двор и 198 жителей. После реформ 1861 года вошла в Глуховскую волость. К 1914 году население возросло до 426 человек, в деревне открылась земская школа.
В октябре 1941 года над деревней немцы сбили бомбардировщик ПЕ-2. Два члена экипажа — штурман Б. М. Дмитриев и стрелок-радист И. Ф. Водопьян — погибли, обгоревшему пилоту В. П. Сурикову удалось на парашюте приземлиться в лесу. Благодаря помощи местных жителей (Ф. А. Гришина, Ф. С. Разговоров, О. И. Ананьев, М. А. Кирпичников, М. П. Романова и другие) пилоту удалось выжить.